# إيفان ديميتروف
إيفان ديميتروف (بالبلغارية: Иван Димитров)‏ (14 مايو 1935 في بلغاريا - ) هو لاعب كرة قدم بلغاري في مركز الدفاع، شارك في كأس العالم 1962 وكأس العالم 1970. وشارك مع منتخب بلغاريا لكرة القدم. أما مع النوادي، فقد لعب مع نادي لوكوموتيف صوفيا وأكاداميك صوفيا وسبارتك صوفيا.

## وصلات خارجية
- إيفان ديميتروف على موقع الاتحاد الدولي (مؤرشف)  (الإنجليزية)
- إيفان ديميتروف على موقع قاعدة بيانات كرة القدم.إي يو (الإنجليزية)
- إيفان ديميتروف على موقع ناشيونال فوتبول تيمز (الإنجليزية)
- إيفان ديميتروف على موقع عالم كرة القدم.نت (الإنجليزية)
- إيفان ديميتروف على موقع أوليمبيديا (الإنجليزية)